# کوتی (شهر)
کوتِی (اوکراینی: Кути) یک شهر واقع در استان ایوانو-فرانکیفسک اوکراین است. جمعیت این شهر در سال ۲۰۲۰ میلادی ۴۰۵۱ نفر تخمین زده می‌شود.  